# Tahtakemer, Tomarza
Tahtakemer là một xã thuộc huyện Tomarza, tỉnh Kayseri, Thổ Nhĩ Kỳ. Dân số thời điểm năm 2008 là 380 người.